# Xenosoma nicander
Xenosoma nicander är en fjärilsart som beskrevs av Druce 1886. Xenosoma nicander ingår i släktet Xenosoma och familjen björnspinnare. Inga underarter finns listade i Catalogue of Life.